# 阿普里斯
阿普里斯（英語：Apries）古埃及第二十六王朝的第四位法老，（公元前589年—公元前570年在位），他和猶大國結了同盟，但没有保护犹大國抵抗新巴比倫帝國的进攻。却在耶路撒冷失陷后，庇护大量犹太难民，因攻打利比亚昔兰尼失败，致使军队内讧並擁立軍官雅赫摩斯二世為法老，他逃离埃及避难，后在巴比倫的幫助下試圖奪回王位，但於前567年遇刺身亡。